# Вашингтон (округ, Виргиния)
Округ Вашингтон (англ. Washington County) располагается в штате Виргиния, США. По состоянию на 2010 год, численность населения составляла 54 876 человек. Получил своё название по имени первого президента США Джорджа Вашингтона.

## История
Во время Гражданской войны в США в округе были набраны несколько пехотных рот и одна кавалерийская для армии Конфедерации:
- Рота В 1-го вирджинского кавполка
- Роты A,  B, F, H, K 37-го вирджинского пехотного полка,
- Роты B, F, I 48-го вирджинского пехотного полка
- Рота G 50-го вирджинского пехотного полка.

## География
По данным Бюро переписи США, общая площадь округа равняется 1466 км², из которых 1453 км² суша и 13 км² или 0,9 % это водоемы.

### Соседние округа
- Смит (Виргиния) — северo-восток
- Грейсон (Виргиния) — восток-юго-восток
- Джонсон (Теннесси) — юго-юго-восток
- Салливан (Теннесси) — юго-запад
- независимый город Бристол (Виргиния) — юго-запад
- Скотт (Виргиния) — запад
- Расселл (Виргиния) — северо-запад

## Демография
По данным переписи населения 2000 года в округе проживает 51 103 жителей в составе 21 056 домашних хозяйств и 14 949 семей. Плотность населения составляет 35 человек на км². На территории округа насчитывается 22 985 жилых строений, при плотности застройки 16 строений на км². Расовый состав населения: белые — 97,56 %, афроамериканцы — 1,32 %, коренные американцы (индейцы) — 0,11 %, азиаты — 0,27 %, гавайцы — 0,03 %, представители других рас — 0,14 %, представители двух или более рас — 0,58 %. Испаноязычные составляли 0,63 % населения независимо от расы.
В составе 28,10 % из общего числа домашних хозяйств проживают дети в возрасте до 18 лет, 59,10 % домашних хозяйств представляют собой супружеские пары проживающие вместе, 8,70 % домашних хозяйств представляют собой одиноких женщин без супруга, 29,00 % домашних хозяйств не имеют отношения к семьям, 25,80 % домашних хозяйств состоят из одного человека, 10,40 % домашних хозяйств состоят из престарелых (65 лет и старше), проживающих в одиночестве. Средний размер домашнего хозяйства составляет 2,36 человека, и средний размер семьи 2,84 человека.
Возрастной состав округа: 20,80 % моложе 18 лет, 8,70 % от 18 до 24, 28,30 % от 25 до 44, 26,90 % от 45 до 64 и 15,30 % от 65 и старше. Средний возраст жителя округа 40 лет. На каждые 100 женщин приходится 94,20 мужчин. На каждые 100 женщин старше 18 лет приходится 91,70 мужчин.
Средний доход на домохозяйство в округе составлял 32 742 USD, на семью — 40 162 USD. Среднестатистический заработок мужчины был 30 104 USD против 21 307 USD для женщины. Доход на душу населения составлял 18 350 USD. Около 8,10 % семей и 10,90 % общего населения находились ниже черты бедности, в том числе — 13,20 % молодежи (тех кому ещё не исполнилось 18 лет) и 14,20 % тех кому было уже больше 65 лет.